# Katholische Stadtkirche Dortmund
Zur Katholischen Kirche in Dortmund in der Stadt Dortmund gehören 63 Kirchengemeinden sowie eine Vielzahl sozialer Dienste und Einrichtungen, kirchlicher Verbände und Gruppen.
Insgesamt leben in Dortmund 170 000 Katholiken, das ist rund ein Drittel der Bevölkerung. Organisatorisch bildet Dortmund seit dem 1. Juli 2006 ein Dekanat. Die Katholische Kirche lebt in Gottesdienst, Verkündigung des Evangeliums und Dienst an den Armen.
Im Katholischen Centrum, in der Nähe der Propsteikirche St. Johannes Baptist, sind die Bereiche Bildung, Begegnung und Beratung unter einem Dach zusammengefasst.